# Zemljana kuća
Zemljana kuća je posebna vrsta kuća, koja je sagrađena u ekološko arhitektonskom stilu, koji stanarima omogućuje ne da žive „pod“ zemljom nego „sa“ zemljom. U usporedbi s tradicionalnim kućama, zemljane kuće savršeno se uklapaju u svoju okolinu, a mogu se lako graditi i na brdovitom terenu. Zemljana kuća ne mora nužno biti izgrađena pod zemljom. Može je se postaviti i na prirodno uzgojene terene koji joj omogućuju da se oko nje obavije zemlja. Zemljana kuća je prilagodljiva konstrukcija koja u potpunosti može biti izgrađena u skladu sa željama svog budućeg vlasnika i ispunjava sve uvjete za posebno stanovanje. U prošlosti nisu imale prozore, no moderne ih imaju, na (ili u) krovu, što znači da u njih prodire više prirodne svjetlosti nego u standardno građenim („nadzemnim“) kućama.
Jedna od glavnih ekoloških prednosti zemljane kuće je prirodna izolacija (zemlja). Riječ je o održivoj i ekološki prihvatljivoj gradnji jer zemlja, osim što štiti od niskih temperatura, takvu kuću drži podalje od negativnih utjecaja oborina, vjetra i prirodne abrazije. Zemlja ljeti kuću hladi, a zimi je održava toplom. Daljnja prednost je i veća vlažnost zraka, od 50 do 70% u odnosu na pregrijane prostorije standardnih kuća u zimskim mjesecima. Osim toga, takve kuće su nepropusne, što se može smatrati idealnim za kontrolirani klima uređaj.
Peter Vetsch je Švicarac, koji vodi vlastiti arhitektonski ured u Dietikonu i od kasnih 1970-tih stekao je međunarodni ugled projektirajući zemljane kuće. Mnogi njegovi projekti već čine dio krajolika u Tajlandu, Rusiji, Meksiku i Njemačkoj, dok se u Švicarskoj stanuje u 47 takvih kuća, a zanimanje za njih u stalnom je porastu. Takva je građevina uvijek zaštićena od kiše, niskih temperatura, vjetra i prirodnog trošenja. Poboljšana je zvučna izolacija u cijeloj kući, nema propuha, prirodna je klimatizacija. Što se vode tiče, samo jedna fotonaponska ploča od četiri četvorna metra može pokriti 50-70 % potrebe za toplom vodom četveročlane obitelji.